# Gare de Weywertz
La gare de Weywertz (parfois appelé Wévercé en français) est une ancienne gare ferroviaire belge des lignes ligne 48, de Stolberg à Saint-Vith et 45A, de Jünkerath à Weywertz située à Weywertz, sur la commune de Butgenbach dans la province de Liège, en Région wallonne.

## Situation ferroviaire
La gare de Weywertz se trouvait au point kilométrique (PK) 66,5 de la ligne 48, de Stolberg (frontière allemande) à Saint-Vith entre la gare de Kalterherberg et la halte de Robertville. Elle constitue aussi le PK final (14,9) de la ligne 45A, de Jünkerath à Weywertz, après la gare de Butgenbach.

## Histoire
La section de Monschau à Waimes de la Vennbahn l'embranchement Waimes - Malmédy sont inaugurés le 1er décembre 1885 par les Chemins de fer prussiens. Elle est dotée d'une gare alors appelée Jammerthal puis renommée Butgenbach en raison de sa proximité avec ce chef-lieu de commune. Le trafic grandissant, la ligne est mise à double voie vers 1909 et un grand bâtiment de gare remplace en 1890 celui d'origine.
En 1912, une nouvelle ligne ferroviaire se connectant à la ligne de l'Eifel (de) à Jünkerath, comme cette ligne traverse Butgenbach, l'ancienne gare est renommée Weywertz. La nouvelle gare de Butgenbach peut ainsi porter ce nom. La même année, Weywertz étant devenue une gare de bifurcation, un nouveau bâtiment de gare est construit à proximité du premier et le plan des voies est remodelé. Elle comprend alors 12 voies, une cour à marchandises, une rampe pour les véhicules militaires, un pont à peser, une plaque tournante de 21 m et deux postes d'aiguillage.
La ligne Jünkerath - Weywertz ne devait pas seulement servir à des dessertes civiles : elle avait été pensée en vue de faciliter l'invasion de la France et la Belgique. Le trafic transitant par Weywertz pendant la Première Guerre mondiale sera fort important. Ne pouvant utiliser la ligne de Malmédy à Stavelot pour entrer en Belgique (celle-ci ayant délibérément été construite par les Belges avec une seule voie et une infrastructure incompatible avec les trains lourds) l'occupant devra bâtir à grands frais la ligne de Born à Vielsalm. Les Allemands avaient même planifié, mais jamais réalisé, une troisième ligne de Losheim à Saint-Vith, afin que les trains venant de Jünkerath contournent la section très chargée de la Vennbahn entre Weywertz et Saint-Vith.
À la suite de l'armistice, la région est rattachée à la Belgique ; la Vennbahn et la section de Weywertz à Losheimergraben (nouveau point frontière sur la ligne de Jünkerath) font partie du réseau de l'État belge (SNCB à partir de 1926). Le trafic régresse durant l'entre-deux-guerres mais connaîtra un bref sursaut en 1944-1945 avec un important trafic de matériaux destinés à la reconstruction des édifices sinistrés, à commencer par le viaduc de Bütgenbach, puis des routes mises à mal par l'important charroi de camions américains.
Sur la ligne 45A, les trains de voyageurs sont suspendus en 1952 ; ils n'allaient déjà plus au-delà de la frontière. La ligne ferme finalement aux marchandises en 1999 sauf la section vers Bullange.
La section Kalterherberg - Waimes de la ligne 48 (Vennbahn) perd ses trains de voyageurs le 1er juin 1957 ; les trains de marchandises s'y maintiennent jusqu'en 1989 avant de ne conserver que des trains militaires vers Sourbrodt et le transport de bois venant de la scierie de Bullange. De 1990 à 2001, les trains touristiques de l'association Vennbahn circulaient également sur la section Raeren - Waimes avec de fréquentes incursions vers Bütgenbach et son viaduc.
Le mauvais état de la ligne, qui avait contribué à la faillite de l'ASBL, combiné à la fin du transport de bois (en 2003) et de la desserte militaire de Sourbrodt (2004) a pour conséquence le déclassement de la ligne en 2007 et l'arrachage des voies l'année qui suit.
En dehors du chemin RAVeL implanté sur l'assiette des lignes 45A et 48, il n'y a plus de trace du passé ferroviaire de Weywertz : les bâtiments de la gare ayant été démolis dans les années 1990-2000.

## Patrimoine ferroviaire
Le premier bâtiment de la gare était une construction à colombages remplacée dès 1890 par un bâtiment plus grand qui n'accueillit cependant les voyageurs que pendant 22 ans.

Présentant quelques points communs avec celui de la gare de Kalterherberg, il s'articule autour d'une partie à étage à toit transversal doté d'une demi-croupe côté voies avec sur sa gauche une aile en bois destinée aux marchandises dont le toit, presque aussi haut que le corps de logis, descend très bas pour former un auvent. À droite se trouvaient de petites annexes. Après le réaménagement de la gare, il s'est retrouvé trop haut par rapport aux voies (au sommet d'un muret de 2 m) et a servi de bâtiment de service. Incendié en 1992, il était encore visible en 1994.

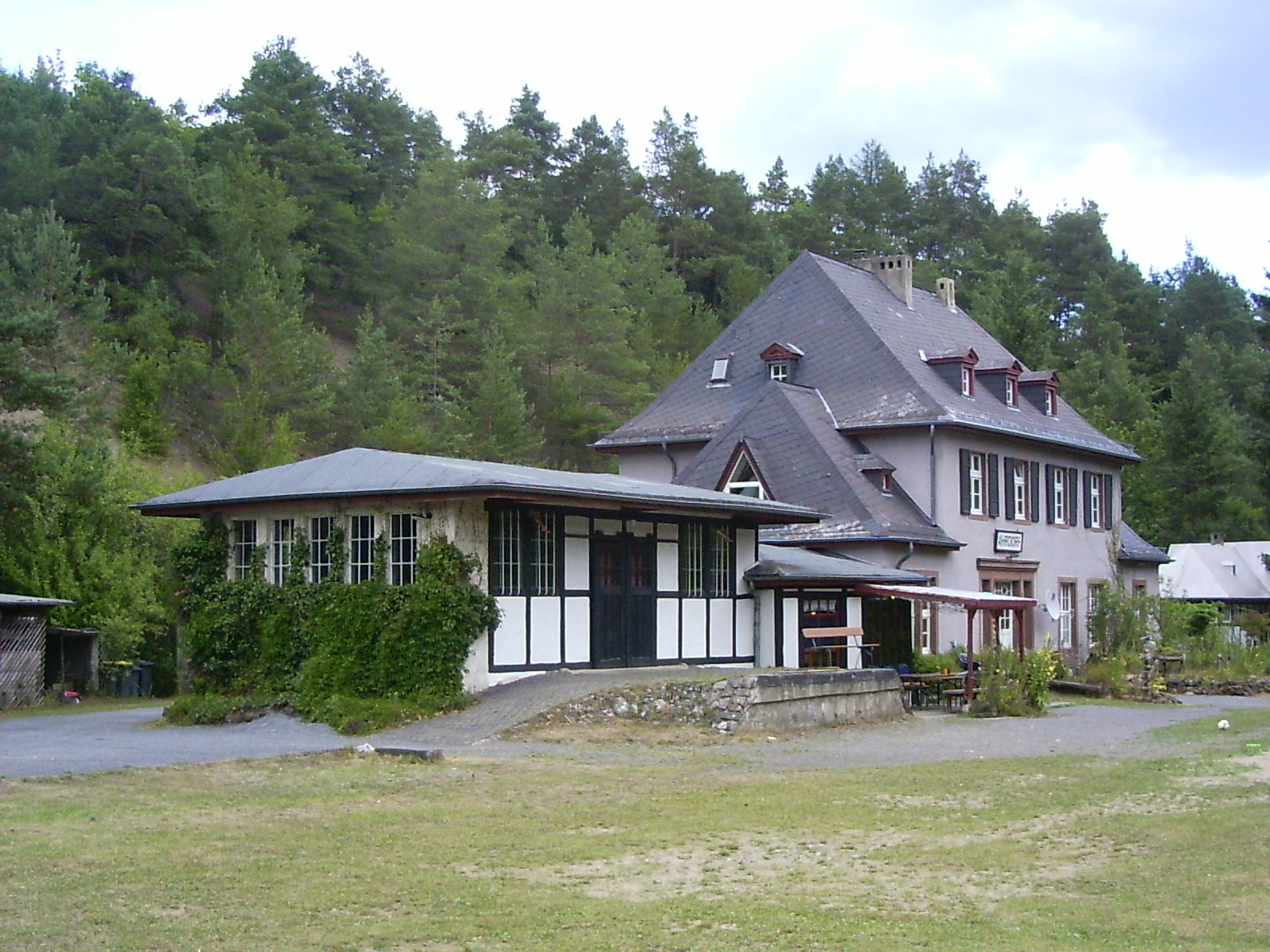
Le bâtiment de la gare allemande d'Ahrdorf édifié en 1912 appartient au même plan type que celui de Weywertz.

Le bâtiment de 1912 est plus vaste et se caractérise par ses façades blanches de quatre travées avec un toit à demi-croupes avec plusieurs lucarnes (une grande côté rue avec un soubassement doté d'escalier d'accès). Il disparaît dans les années 1990 pour permettre l'agrandissement de la scierie. Il était dotée d'une extension en bois à colombages pour les marchandises.
Avec l'incendie de la gare de 1890 qui abritait encore les installations techniques. Les deux postes d'aiguillage étaient déjà désaffectés. Un bâtiment préfabriqué recouvert de PVC a été installé (auparavant, il servait de gare à Konzen). Installé face à la gare de 1912, il était encore visible, ruiné, en 2009.